# Liparis serrulata
Liparis serrulata är en orkidéart som beskrevs av Rudolf Schlechter. Liparis serrulata ingår i släktet gulyxnen, och familjen orkidéer. Inga underarter finns listade i Catalogue of Life.